# Хайнрих III фон Фюрстенберг
Хайнрих III фон Фюрстенберг (на немски: Heinrich III von Furstenberg; * ок. 1308, Волфах, Баден; † между 23 февруари и 15 ноември 1367) е граф и господар на Фюрстенберг (1337 – 1367), ландграф в планината в Баар.

## Живот
Той е син на граф Хайнрих II фон Фюрстенберг (ок. 1276 – 1337) и съпругата му Верена фон Фрайбург (ок. 1284 – 1320), наследничка на господството Хаузах, дъщеря на граф Хайнрих фон Фрайбург († 1303) и бургграфиня Анна фон Вартенберг († 1321).
Хайнрих III управлява заедно с братята си Конрад III († 1370) и Йохан I († сл. 1365). Около 1345 г. наследството е поделено между братята. Конрад получава господството Вартенберг, Йохан господствата Волфах и Хаузах. Хайнрих получава територията на Баар. Братята в документи повечето са заедно като графове на Фюрстенберг и ландграфове на Баар.
Братята са привърженици на Хабсбургите и участват в техните битки. Хайнрих и брат му Конрад сключват през 1360 г. договор за пет годишна служба с херцог Рудолф IV Хабсбург от Австрия. През 1364 г. Хайнрих наследява заедно с брат си Конрад господството Баденвайлер.
Хайнрих III умира през 1367 г. и е погребан във фамилната гробница в манастир Нойдинген в Донауешинген.

## Фамилия
Хайнрих III се жени за Анна фон Монфор-Тетнанг (* 1310; † сл. 27 октомври 1373), дъщеря на граф Хайнрих III (IV) фон Монфор-Тетнанг († 1408) и Уделхилд фон Ринек. Те имат децата:
- Катарина (ок. 1338 – сл. 1381), омъжена за Петер I фон Хевен († 1371)
- Кунигунда (ок. 1340), омъжена ок. 1362 г. за Валтер фон Хоенклинген
- Анна (ок. 1342 – сл. 1580/1391), монахиня в Нойдинген
- Хайнрих IV фон Фюрстенберг (ок. 1344 – 15 август 1408), граф, женен I. 1367 г. за Аделхайд фон Хоенлое († 1370), дъщеря на граф Крафт III фон Хоенлое-Вайкерсхайм, II. пр. 15 юни 1372 г. за София фон Цолерн-Шалксбург (ок. 1345 – сл. 1427)
- Мехтхилд (ок. 1346 – 1388), монахиня в Амтенхаузен
- Верена (ок. 1348/1360 – сл. 1391), омъжена пр. 23 април 1370 г. за граф и пфалцграф Конрад II фон Тюбинген-Херенберг († 1382/1391), син на граф Конрад I фон Тюбинген-Херенберг († 1377)